# Oberyn Martell
Oberyn Nymeros Martell (becenevén a Vörös Vipera) kitalált szereplő George R. R. Martin amerikai író A tűz és jég dala című fantasy regénysorozatában, valamint annak televíziós adaptációjában, a Trónok harcában. 
a 2000-es Kardok vihara című regényben szerepel először, mint Doran Martellnek, Dorne hercegének az öccse. A később megjelent Varjak lakomája és a Sárkányok tánca című regényekben is megemlítik a nevét. A HBO Trónok harca című televíziós sorozatában Pedro Pascal alakítja a szereplőt. Hangját a magyar szinkronos változatban Zámbori Soma kölcsönzi.

## Áttekintés
Oberyn Martell Doran Nymeros Martellnek, Napföld urának és Dorne hercegének a legfiatalabb öccse. 
A szereplő forrófejű, erőszakos és nem veti meg a testi örömöket (nőkkel és férfiakkal egyaránt), emellett gyors észjárású és csípős nyelvű. Félelmetes harcos, aki a „Vörös Vipera” gúnynevet azért kapta, mert kedveli a vörös ruhákat és a szóbeszéd szerint párviadalokban mérgezett fegyvereket használ. Oberyn beutazta a világot, szolgált a hírhedt Második Fiak nevű zsoldoscsapatban, mielőtt saját csapatot alakított volna. Továbbá rövid ideig méregkeverést és – szintén szóbeszédek alapján – sötét tudományokat tanult a Fellegvárban, hat szemet szerezve a mesterláncán, mielőtt megunta a tanulást. A pletykák szerint biszexuális Oberynnek nyolc törvénytelen leánya született, akiket Homokkígyók néven ismernek. Rendkívül szoros kapcsolatban állt nővérével, Eliával és a lány meggyilkolása után bosszút esküdött.

## A szereplő története a könyvekben

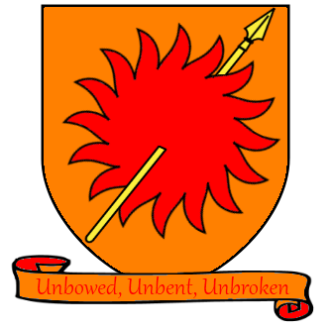
A Martell-ház címere.

A könyvekben Oberyn nem nézőpontkarakter, azaz cselekedeteivel az olvasók csak más szereplők (például Tyrion Lannister) megfigyelésein keresztül találkozhatnak. Oberyn a legtöbb könyvben csupán háttérszereplő.
A Kardok viharában Oberyn Királyvárba utazik, hogy bátyja, Doran herceg küldötteként elfoglalja helyét a kistanácsban. Oberynt azonban a bosszúvágy és az igazságérzete is hajtja, szeretett nővére, Elia gyilkosain (köztük Ser Gregor Clegane-n és az Oberyn gyanúja szerint a parancsot annak idején neki kiadó Tywin Lannisteren) akar revansot venni. Erre lehetősége is nyílik, amikor Tyriont megvádolják unokaöccse, Joffrey király megmérgezésével; Tyrion párbaj általi ítéletet követel és Oberyn önként vállalja a harcot, mivel a párbajban ellenfele Elia gyilkosa, Clegane.
A küzdelemben Oberyn fölényre tesz szert és halálosan megsebzi Clegane-t, megpróbálva vallomást kicsikarni a súlyosan sérült lovagból. Ellenfele – kihasználva a Vörös Vipera figyelmetlenségét – képes egy váratlan támadással meglepni a dorne-i férfit és emberfeletti erejével összezúzza annak koponyáját. Később kiderül, hogy Oberyn fegyvere egy ritka és halálos méreggel volt átitatva, amely miatt Clegane lassú kínhalált hal.

## Televíziós adaptáció
A HBO televíziós sorozatában Pedro Pascal alakítja a szereplőt.
A sorozat lelkes rajongójaként Pascal saját bevallása szerint nagyon boldog volt, amiért megkaphatta Oberyn szerepét. Néhány rajongó aggályát fejezte ki, illetve felháborodott, mert a szerepet megkapó színészt túlságosan fehér bőrűnek vélték az egzotikus szereplő megformálásához. Azonban maga George R. R. Martin is eloszlatta ezeket a kételyeket és elmondta, hogy a dorne-i Oberynt mindig is inkább mediterrán, mintsem afrikai vonásokkal képzelte el könyveiben.
A szereplő sorsával Pascal már a jelentkezése pillanatában tisztában volt; a brutális jelenet elkészítéséhez egy, a színészhez megszólalásig hasonlító műfejet alkalmaztak. A harci jelenetekhez egy vusu mesterrel gyakorolta pár hétig a dárda kezelésének alapjait. Pascal szándékosan adott hozzá a szereplő beszédéhez spanyol akcentust, noha ő maga nem beszéli akcentussal az angol nyelvet.
A színész pozitív kritikákat kapott Oberyn megformálásáért. Alakításával elnyert egy Ewwy Award-ot legjobb vendégszereplő színész drámasorozatban-kategóriában, továbbá NewNowNext Awards-jelölést szerzett, mint legjobb új televíziós színész. 2015-ben a sorozat többi szereplőjével együtt Screen Actors Guild-díj-ra jelölték Legjobb szereplőgárda (drámasorozat) kategóriában.

### A szereplő története a sorozatban
A negyedik évadban Oberyn szeretőjével, Homok Ellariával együtt Királyvárba érkezik, hogy bátyja képviseletében részt vegyen Joffrey esküvőjén. Tyrionnal való találkozásakor azonban egyértelművé teszi, hogy valójában a Lannisterek elleni bosszú miatt érkezett a városba, akiknek szerinte közük volt nővére és annak gyermekei erőszakos halálához. Az esküvőn, Joffrey megmérgezése után Tywin eleinte Oberynre gyanakszik, aki méregkeverő hírében áll. Oberyn tagadja a vádakat és Tywint gyanúsítja meg azzal, hogy annak idején Clegane-nak parancsot adott Elia megerőszakolására és megölésére. A két férfi megállapodást köt, miszerint Tywin elintéz egy találkozót Oberyn és Clegane között, Oberyn pedig harmadmagával bíróként vesz részt Tyrion tárgyalásán. A tárgyaláson a Vörös Vipera nincs meggyőződve Tyrion bűnösségéről.
Amikor Tyrion párbaj általi ítéletet követel és Clegane lesz Cersei bajnoka, Oberyn önként vállalja, hogy harcol Tyrion oldalán. A küzdőtéren a gyors mozgású Oberyn derekasan helyt áll nála jóval nagyobb ellenfelével szemben és képes padlóra küldeni Clegane-t. Azonban ahelyett, hogy végezne vele, megpróbálja vallomásra bírni és elismertetni Tywin felelősségét. Pillanatnyi figyelmetlenségét kihasználva Clegane kigáncsolja Oberynt és – miközben beismeri Elia megerőszakolását és meggyilkolását – kiveri a fogait, kinyomja a szemeit és puszta kézzel összezúzza a koponyáját. Tyriont ezután halálra ítélik, de Oberyn bosszúja is sikerrel jár, mivel mérgezett fegyverének köszönhetően Clegane később lassú és gyötrelmes halált hal.

## Fordítás
- Ez a szócikk részben vagy egészben  az   Oberyn Martell című angol Wikipédia-szócikk ezen változatának fordításán alapul.  Az eredeti cikk szerkesztőit annak laptörténete sorolja fel. Ez a jelzés csupán a megfogalmazás eredetét és a szerzői jogokat jelzi, nem szolgál a cikkben szereplő információk forrásmegjelöléseként.